# Windows Aero

A Windows Aero a Windows Vista, opcionálisan a Windows Server 2008, és a Windows 7 grafikus felülete, amit 2006 novemberében adott ki a Microsoft. A neve egy angol betűszóból származik: Authentic (eredeti), Energetic (erőteljes), Reflective (tükröződő) és Open (nyitott). Áttekinthetőség, tisztaság, új áttűnések, animációk, élő ikonok és előnézeti képek jellemzik az új generációs felületet, ami alaposan igénybe veszi a hardvert is. Alkalmazásához javasolt egy jobb teljesítményű videókártya, például NVIDIA Geforce FX vagy ATI Radeon 9500 128 MB videomemóriával.
A Microsoft a következő konfigurációt látja el Vista Premium Ready PC jelzéssel, amelyen zökkenőmentesen fut az Aero felület:
- 1 GHz 32-bit (x86) vagy 64-bit (x64) processzor
- 1 GB rendszermemória (RAM)
- DirectX 9 kompatibilis Windows Display Driver Model (WDDM) driver, és 128 MB videomemória (VRAM)
- 40 GB-os merevlemez 15GB szabad hellyel
- DVD-ROM meghajtó
- hangkártya és internetes hozzáférés

## Történelem
Csakúgy, mint a Windows XP esetében, az AERO inkonjait is a The Iconfactory nevű cég tervezte.
A Windows Vista Beta 1 kiadása előtt még keveset láthattunk a Windows Aero-ból. Az előző grafikus kezelőfelületek: a Plex, melyet a Windows Longhorn 3683-4029-s kiadásaiban mutattak be, a Slate (4051-4083) és a Jade, ami valójában a Windows Aero elődje volt (4074-4083). A Microsoft az 5048-as Vista (projekt neve Longhorn) verziójában kezdte alkalmazni a Windows Aero kezelőfelületet. Az 5219-es verzió volt az első, ami tartalmazta a teljesen működő Aero-t. Az 5270-es verzió (2005 decemberében adták ki) tartalmazta az Aero kvázi kész verzióját a Microsoft szerint, habár néhány stílusbeli változás történt azóta és az operációs rendszer kiadása között.
Eredetileg az AERO három különböző szinten jelent volna meg. Egy „To-Go” kódnevű változat, mely teljesen nélkülözte volna a Desktop Window Managert (DWM). A következő szint az AeroExpress, melyből számos funkció hiányzott volna és végül az Aero Glass. Ám 2005 decemberében a Microsoft bejelentette, hogy csak két szint lesz elérhető a „Windows Vista Aero” és a „Windows Vista Basic” oly módon, hogy az „Express” szint az új „Windows Vista Aero”-ba integrálódik. A rendszer finomhangolásához a Vezérlőpulton megjelent egy applet, mellyel az AERO egyes funkciói akár ki is kapcsolhatók a régebbi, kisebb teljesítményű videókártyákon való jobb felhasználói élmény elérése érdekében.